# Bahnstrecke Tamnay-Châtillon–Château-Chinon
| Bahnhofsgebäude Château-Chinon (Campagne), August 2011 |                      | | |
| Streckennummer (SNCF): | 763 000              | | |
| Kursbuchstrecke (SNCF): | 71 (PLM/SNCF)        | | |
| Streckenlänge: | 23,14 km             | | |
| Spurweite: | 1435 mm (Normalspur) | | |
| Maximale Neigung: | 15 ‰                 | | |
| |                      | | |
| \| \| \| Bahnstrecke Clamecy–Gilly-sur-Loire v. Gilly-sur-Loire \| \| \| \| 283,5 \| Tamnay-Châtillon \| 231 m \| \| \| \| Bahnstrecke Clamecy–Gilly-sur-Loire nach Clamecy \| \| \| \| ~283,8 \| Trait \| Trait \| \| \| 289,6 \| Chougny \| 298 m \| \| \| 294,4 \| Grandry \| 284 m \| \| \| 297,4 \| Dommartin-Saint-Péreuse \| 322 m \| \| \| ~300,0 \| Veynon \| Veynon \| \| \| 300,8 \| La Vouâtre \| 368 m \| \| \| \| \| \| \| \| \| Bahnstrecke Autun–Château-Chinon (Meterspur, Chemins de Fer et Transport Automobile CFTA) n. Autun \| \| \| \| \| \| \| \| \| 306,7 \| Château-Chinon (Campagne) \| 459 m \| \| \| \| \| \| \| Quellen: Die Kilometrierung beginnt im Bahnhof Paris-Gare-de-Lyon \| \| \| \| |                      | | |
| Strecke |                      | Bahnstrecke Clamecy–Gilly-sur-Loire v. Gilly-sur-Loire                                             | Bahnstrecke Clamecy–Gilly-sur-Loire v. Gilly-sur-Loire                                             |
| ehemaliger Bahnhof | 283,5                | Tamnay-Châtillon                                                                                   | 231 m                                                                                              |
| Abzweig geradeaus und nach links |                      | Bahnstrecke Clamecy–Gilly-sur-Loire nach Clamecy                                                   | Bahnstrecke Clamecy–Gilly-sur-Loire nach Clamecy                                                   |
| Brücke über Wasserlauf | ~283,8               | Trait                                                                                              | Trait                                                                                              |
| ehemaliger Bahnhof | 289,6                | Chougny                                                                                            | 298 m                                                                                              |
| ehemaliger Haltepunkt / Haltestelle | 294,4                | Grandry                                                                                            | 284 m                                                                                              |
| ehemaliger Bahnhof | 297,4                | Dommartin-Saint-Péreuse                                                                            | 322 m                                                                                              |
| Brücke über Wasserlauf | ~300,0               | Veynon                                                                                             | Veynon                                                                                             |
| ehemaliger Haltepunkt / Haltestelle | 300,8                | La Vouâtre                                                                                         | 368 m                                                                                              |
| |                      | | |
| U-Bahn-Strecke nach halbrechts und von links |                      | Bahnstrecke Autun–Château-Chinon (Meterspur, Chemins de Fer et Transport Automobile CFTA) n. Autun | Bahnstrecke Autun–Château-Chinon (Meterspur, Chemins de Fer et Transport Automobile CFTA) n. Autun |
| |                      | | |
| Betriebs-/Güterbahnhof Streckenende · U-Bahn-Kopfbahnhof Streckenende | 306,7                | Château-Chinon (Campagne)                                                                          | 459 m                                                                                              |
| |                      | | |
| Quellen: Die Kilometrierung beginnt im Bahnhof Paris-Gare-de-Lyon |                      | | |

Die Bahnstrecke Tamnay-Châtillon–Château-Chinon ist eine eingleisige, nicht-elektrifizierte Eisenbahnstrecke in Frankreich. Ein Großteil der Strecke liegt im Regionalen Naturpark Morvan (Parc naturel régional du Morvan). Sie geht in Tamnay-en-Bazois von der Bahnstrecke Clamecy–Gilly-sur-Loire nach Osten als Anschlussgleis ab und erreicht nach 23 km Château-Chinon. Dort existierte bis 1936 die Meterspur-Bahnstrecke Autun–Château-Chinon, die in Autun wiederum eine Verbindung zur Bahnstrecke Étang–Santenay hatte.
Der Reiseverkehr wurde bereits Anfang April 1932 eingestellt, doch liegen die Gleise noch und die Strecke ist noch nicht entwidmet, auch wenn auf den letzten sieben Kilometern im Sommer Eisenbahn-Draisinen verkehren.

## Geschichte
Diese Strecke hat ihren Ursprung im Freycinet-Plan, der 1879 mit der Absicht beschlossen wurde, die wirtschaftliche Entwicklung des Landes voranzutreiben. Danach sollte jede Ortschaft mit mindestens 1500 Einwohnern an das französische Normalspur-Streckennetz angeschlossen werden. In diesem Plan ist die Strecke Tamnay–Chinon unter der laufenden Nummer 113 genannt; sie diente also dazu, den Plan zu erfüllen und die Stadt, die in der zweiten Hälfte des 20. Jahrhunderts konstant unter 1000 Einwohner (Résidences principales) hatte, an das Bahnnetz anzuschließen. Am 26. Mai 1883 wurde zwischen dem Ministerium für öffentliche Arbeiten und der Compagnie des chemins de fer de Paris à Lyon et à la Méditerranée (PLM) ein Konzessions-Vertrag geschlossen, der der Gesellschaft die Nutzung der Strecke dauerhaft zusicherte. Die Streckeneröffnung fand am 19. September 1889 statt.
Das junge Unternehmen SNCF schloss zum 2. Oktober 1938, also ein Dreivierteljahr nach Übernahme der Strecke von der PLM, den Personenverkehr auf der Strecke. Bis heute werden nahezu ausschließlich noch landwirtschaftliche Güter transportiert – vor allem Holz und Lebendvieh.

## Eingesetztes Wagenmaterial
Der Personenverkehr wurde über den gesamten Zeitraum mit Schienenbussen durchgeführt. Obwohl seit 1932 eingestellt, fuhren trotz Wagen- und Kohlemangel während des Zweiten Weltkriegs vereinzelt wieder Personenzüge. Der Betriebsablauf wurde von den deutschen Besatzern überwacht. Alle Posten waren von deutschem und französischem Personal besetzt.
Im Güterverkehr wurden bis 1965 Dampflokomotiven des Typs 140J der Société générale des chemins de fer économiques (SGCFE) eingesetzt und dann von Dieselelektrolokomotiven des Typs BB 63000 und später den leistungsstärkeren BB 66000 abgelöst.